# Simona de Silvestro
Simona de Silvestro (ur. 1 września 1988 roku w Thun) – szwajcarska zawodniczka startująca w wyścigach samochodowych.

## Życiorys

### Początki kariery
Karierę rozpoczęła w kartingu; w 2005 roku występowała we Włoskiej Formule Renault, by rok później wyjechać do Stanów Zjednoczonych, gdzie startowała w Formule BMW USA.

### Atlantic Championship
W latach 2007–2009 występowała w serii Toyota Atlantic, będącej bezpośrednim zapleczem cyklu Champ Car. W tym okresie odniosła pięć zwycięstw, zostając drugą kobietą w historii serii, mogącą pochwalić się takim osiągnięciem (pierwszą była Katherine Legge). W sezonie 2009 zajęła trzecie miejsce w punktacji generalnej, tracąc szansę na tytuł mistrzowski po kolizji w ostatnim wyścigu na torze Laguna Seca.

### IRL IndyCar Series
W 2010 roku przeniosła się do serii IndyCar Series, gdzie reprezentuje barwy zespołu HVM Racing. W swoim debiucie, na torze ulicznym w São Paulo, zajęła szesnaste miejsce, choć w trakcie wyścigu znajdowała się na prowadzeniu przez trzy okrążenia, wskutek odmiennej strategii zespołu.
W wyścigu Indianapolis 500 zajęła 14. miejsce i zdobyła nagrodę dla najlepszego debiutanta zawodów (jako druga kobieta w historii po Danice Patrick).

## Wyniki

### Indianapolis 500
| Rok  | Nadwozie | Silnik    | Start | Wynik | Uwagi                  |
| ---- | -------- | --------- | ----- | ----- | ---------------------- |
| 2010 | Dallara  | Honda     | 22    | 14    |                        |
| 2011 | Dallara  | Honda     | 24    | 31    | Uszkodzenie po wypadku |
| 2012 | Dallara  | Lotus     | 32    | 32    | Czarna flaga/Za wolna  |
| 2013 | Dallara  | Chevrolet | 24    | 17    |                        |
| 2015 | Dallara  | Honda     | 19    | 19    |                        |
| 2021 | Dallara  | Chevrolet | 33    | 31    | Kontakt                |

### Formuła E
| Legenda oznaczeń w tabelach wyników Wyświetl szablon na nowej stronie | Legenda oznaczeń w tabelach wyników Wyświetl szablon na nowej stronie                                                                     |
| Oznaczenie                                                            | Wyjaśnienie |
| --------------------------------------------------------------------- | --- |
| Złoty                                                                 | Zwycięzca lub mistrzostwo |
| Srebrny                                                               | 2. miejsce lub wicemistrzostwo |
| Brązowy                                                               | 3. miejsce lub II wicemistrzostwo |
| Zielony                                                               | Ukończył, punktował (w klasyfikacji generalnej, gdy zdobył co najmniej jeden punkt na przestrzeni sezonu, poza trzema powyższymi opcjami) |
| Niebieski                                                             | Ukończył, nie punktował (w klasyfikacji generalnej, gdy nie zdobył co najmniej jednego punktu na przestrzeni sezonu)                      |
| Czerwony                                                              | Nie zakwalifikował się (NZ) |
| Czerwony                                                              | Nie prekwalifikował się (NPK) |
| Różowy                                                                | Nie ukończył (NU) |
| Różowy                                                                | Niesklasyfikowany (NS) (w klasyfikacji generalnej, gdy nie został sklasyfikowany w żadnym wyścigu sezonu)                                 |
| Czarny                                                                | Zdyskwalifikowany (DK) |
| Czarny                                                                | Wykluczony (WYK/EX) |
| Biały                                                                 | Nie wystartował (NW) |
| Biały                                                                 | Kontuzjowany (K/INJ) |
| Biały                                                                 | Wyścig odwołany (OD/C) |
| Bez koloru                                                            | Został wycofany (WYC/WD) |
| Bez koloru                                                            | Nie przybył (NP/DNA) |
| Bez koloru                                                            | Nie brał udziału w treningach (NT/DNP) |
| Bez koloru                                                            | Nie został zgłoszony (–) |
| Pogrubienie                                                           | Start z pole position |
| Kursywa                                                               | Najszybsze okrążenie wyścigu |
| †                                                                     | Nie ukończył, ale jego rezultat został zaliczony ze względu na przejechanie więcej niż 90% dystansu wyścigu.                              |
| *                                                                     | Sezon w trakcie |
| 1/2/3                                                                 | Punktowana pozycja w sprincie kwalifikacyjnym                                                                                             |
| Lista systemów punktacji Formuły 1                                    | |

| Rok       | Zespół             | Wyniki w poszczególnych eliminacjach | Wyniki w poszczególnych eliminacjach | Wyniki w poszczególnych eliminacjach | Wyniki w poszczególnych eliminacjach | Wyniki w poszczególnych eliminacjach | Wyniki w poszczególnych eliminacjach | Wyniki w poszczególnych eliminacjach | Wyniki w poszczególnych eliminacjach | Wyniki w poszczególnych eliminacjach | Wyniki w poszczególnych eliminacjach | Wyniki w poszczególnych eliminacjach | Punkty | Pozycja |
| --------- | ------------------ | ------------------------------------ | ------------------------------------ | ------------------------------------ | ------------------------------------ | ------------------------------------ | ------------------------------------ | ------------------------------------ | ------------------------------------ | ------------------------------------ | ------------------------------------ | ------------------------------------ | ------ | ------- |
| 2014/2015 | Andretti Autosport |                                      | Malezja                              | Urugwaj                              | Argentyna                            | Stany Zjednoczone                    | Stany Zjednoczone                    | Monako                               | Niemcy                               | Rosja                                | Wielka Brytania                      | Wielka Brytania                      | 0      | 27      |
| 2014/2015 | Andretti Autosport | –                                    | –                                    | –                                    | –                                    | –                                    | –                                    | –                                    | –                                    | –                                    | 11                                   | 12                                   | 0      | 27      |
| 2015/2016 | Amlin Andretti     |                                      | Malezja                              | Urugwaj                              | Argentyna                            | Meksyk                               | Stany Zjednoczone                    | Francja                              | Niemcy                               | Wielka Brytania                      | Wielka Brytania                      |                                      | 4      | 18      |
| 2015/2016 | Amlin Andretti     | NU                                   | 13                                   | 11                                   | 14                                   | 14                                   | 9                                    | 15                                   | 9                                    | 14                                   | NU                                   |                                      | 4      | 18      |

### Podsumowanie startów
| Sezon     | Seria                  | Zespół               | Starty | PP | Zwyc. | Punkty | Pozycja |
| --------- | ---------------------- | -------------------- | ------ | -- | ----- | ------ | ------- |
| 2005      | Włoska Formuła Renault | Cram Competition     | 17     | 0  | 0     | 16     | 20.     |
| 2006      | Formuła BMW USA        | EuroInternational    | 14     | 0  | 1     | 113    | 4.      |
| 2007      | Atlantic Championship  | Walker Racing        | 12     | 0  | 0     | 69     | 19.     |
| 2008      | Atlantic Championship  | Newman Wachs Racing  | 11     | 0  | 1     | 167    | 8.      |
| 2009      | Atlantic Championship  | Team Stargate Woods  | 11     | 4  | 4     | 176    | 3.      |
| 2010      | IRL IndyCar Series     | HVM Racing           | 17     | 0  | 0     | 242    | 19.     |
| 2011      | IZOD IndyCar Series    | HVM Racing           | 15     | 0  | 0     | 225    | 20.     |
| 2012      | IZOD IndyCar Series    | HVM Racing           | 14     | 0  | 0     | 182    | 24.     |
| 2013      | IZOD IndyCar Series    | KV Racing Technology | 19     | 0  | 0     | 362    | 13.     |
| 2014/2015 | Formuła E              | Andretti Autosport   | 2      | 0  | 0     | 0      | 27.     |
| 2015      | IRL IndyCar Series     | Andretti Autosport   | 3      | 0  | 0     | 66     | 30.     |
| 2015/2016 | Formuła E              | Amlin Andretti       | 10     | 0  | 0     | 4      | 18.     |
| 2017      | Supercars Championship | Nissan Motorsport    | 26     | 0  | 0     | 1131   | 24.     |
| 2018      | Supercars Championship | Nissan Motorsport    | 31     | 0  | 0     | 1323   | 23.     |